# RMS Lancastria
El RMS Lancastria (originalmente RMS Tyrrhenia) fue un transatlántico británico construido entre 1919 y 1922 para la empresa Anchor Line, subsidiaria de la naviera Cunard Line —conocida desde 1934 como Cunard White Star Line—. Durante la Segunda Guerra Mundial, fue renombrado como HMT Lancastria y comandado por el gobierno británico hasta el 17 de junio de 1940, día en el que fue alcanzado por cuatro bombas lanzadas por aviones alemanes Junkers Ju 88 durante la Operación Ariel, hundiéndose frente a la costa de Saint-Nazaire (Francia), con al menos 4000 personas y, posiblemente, bastantes más.

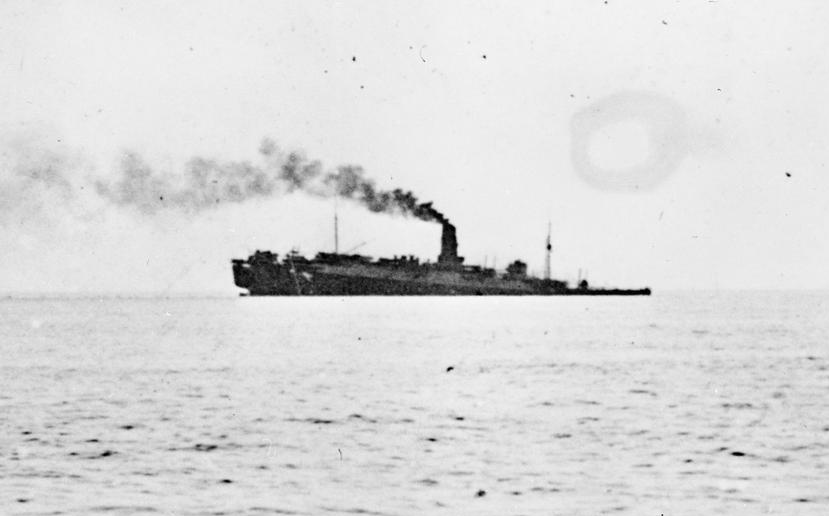
El Lancastria hundiéndose cerca de Saint-Nazaire.

Su hundimiento supuso la mayor pérdida de vidas en un navío británico, con un total de pérdidas humanas superior a la suma del número de víctimas de los naufragios del RMS Titanic (1517 fallecidos) y el RMS Lusitania (1198 fallecidos). También supuso la mayor pérdida de soldados británicos a bordo de un único barco en toda la II Guerra Mundial. 